# Свинья-копилка (мультфильм)
«Свинья-копилка» — советский рисованный мультипликационный фильм по мотивам одноимённой сказки Ханса Кристиана Андерсена.
В фильме использованы фрагменты из второго концерта Сергея Рахманинова в исполнении Святослава Рихтера.

## Сюжет
В городе идёт дождь. Обитающие в комнате игрушки — кукла, пупс, строитель, клоун, мартышка и слон — ждут окончания дождя, чтобы с подоконника посмотреть на радугу. Однако всеобщей радости не разделяет свинья-копилка — её интересуют только деньги, поиском которых она постоянно занята. От жадности она даже хватает упавшую у пупса со штанов пуговицу, приняв её за монетку.
Игрушки тем временем строят мост для того, чтобы слон смог забраться вместе со всеми на подоконник. Свинья-копилка не принимает участия в строительстве, но когда мост уже готов, она забирается вслед за всеми игрушками. Но не для того, чтобы посмотреть на радугу — она крадёт из пенала монетку, которую дали на завтрак мальчику. Свинья скрывается от всеобщего гнева за шкафом и встречается там с мышонком. Она уговаривает его достать из-под шкафа другую закатившуюся монету, пообещав мышонку сыр. Получив монету и не дав мышонку сыр, свинья пытается пропихнуть её через прорезь. Но монета оказывается слишком большой, и алчная свинья-копилка от натуги лопается.

## Отличия от сказки
- Сюжет мультфильма сильно отличается от сказки-первоисточника. Если в мультфильме свинья-копилка имеет роль негативного персонажа, который думает только о деньгах, то в сказке Андерсена она хоть и была очень высокомерной, но не воровала деньги. Свинья-копилка из сказки даже испытывала определённые симпатии к другим игрушкам.
- В сказке свинья-копилка разбилась из-за того, что упала со шкафа. Также в сказке, в отличие от мультфильма, раскрывается тема замкнутого круга — после гибели свиньи-копилки на её место ставят точно такую же копилку, которая так же в итоге будет разбита — если не от несчастного случая, то после наполнения деньгами до краёв.
- Примечательным является тот факт, что в сказке свинье-копилке специально расширили прорезь, чтобы в неё можно было класть большие монеты, в то время как в мультфильме слишком маленькая прорезь и стала причиной гибели жадной свиньи.

## Создатели
| сценарий                  | Сакко Рунге, Александр Кумма |
| режиссёр                  | Лев Мильчин |
| художники-постановщики    | Фаина Епифанова, Лев Мильчин |
| композитор                | Ян Френкель |
| оператор                  | Михаил Друян |
| звукооператор             | Борис Фильчиков |
| монтажёр                  | Лидия Кякшт |
| художники-мультипликаторы | Владимир Арбеков, Константин Чикин, Сергей Дёжкин, Виталий Бобров, Борис Бутаков, Лидия Ковалевская, Ольга Геммерлинг                                           |
| роли озвучивали           | Елена Понсова — свинья-копилка Эраст Гарин — слон Ирина Карташёва — кукла, мартышка Сергей Цейц — игрушечный строитель, клоун Мария Виноградова — пупс, мышонок |